# Oxira olivacea
Oxira olivacea är en fjärilsart som beskrevs av Louis Beethoven Prout 1922. Oxira olivacea ingår i släktet Oxira och familjen nattflyn. Inga underarter finns listade i Catalogue of Life.